# Тоні Кертіс
То́ні Ке́ртіс (англ. Tony Curtis, справжнє ім'я Бернард Шварц — англ. Bernard Schwartz; 3 липня 1925, Нью-Йорк — 29 вересня 2010, Гендерсон, Невада, США) — американський актор.

## Життєпис
Народився 3 липня 1925 року у Нью-Йорку.
Син єврейських емігрантів з Угорщини. Під час Другої світової війни служив у морській піхоті США та був тяжко поранений під час битви за острів Гуам.
Помер від зупинки серця у Гендерсоні 29 вересня 2010 року.

## Фільмографія

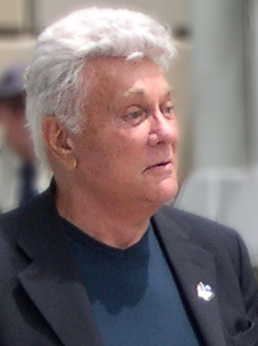
Тоні Кертіс у 2004

Фільми, що були в вітчизняному прокаті:
- 1950 — Я був магазинним злодюжкою (реж. Чарльз Лемонт)
- 1954 — «Чорний щит Фолворта» / (The Black Shield of Falworth) — Майлс Фолворт
- 1958 — Вікінги (реж. Річард Фляйшер)
- 1958 — Сковані одним ланцюгом (режисер Стенлі Крамер)
- 1959 — У джазі тільки дівчата (режисер Біллі Вайлдер)
- 1959 — «Операція Спідня спідниця» / (Operation Petticoat) — лейтенант молодшого рангу (згодом командир) Ніколас «Нік» Голден, резерву (пізніше) ВМС США
- 1960 — Спартак (режисер Стенлі Кубрик)
- 1962 — Тарас Бульба — Андрій
- 1965 — Великі перегони (режисер Блек Едвардс)
- 1967 — Пояс цнотливості
- 1968 — Дитина Розмарі (режисер Роман Полянський)
- 1975 — Граф Монте Крісто
- 1976 — Останній магнат
- 1980 — Дзеркало тріснуло (режисер Гай Гамільтон)
- 1986 — Вбивство у трьох актах
- 1989 — Тарзан у Мангеттені
- 1989 — Людина-омар з Марса
- 1995 — Безсмертні
- 1997 — Мисливці за головами 2